# Baby.ru
Baby.ru (также Бэби.ру, www. baby.ru) — информационный интернет-портал, форум, социальный сервис для мам. Занимает 1-е место по посещаемости среди российских сайтов детско-родительской тематики.
Лауреат Премии Рунета-2015 в номинации «Здоровье, отдых и развлечения». Мобильное приложение HappyMama, разработанное в рамках проекта Baby.ru, лауреат Премии Рунета-2018 в номинации «Мобильное приложение». Министерством цифрового развития, связи и массовых коммуникаций РФ определён, как социально значимый ресурс РФ.
Сайт был запущен в 2009 году. В этом же году он стал лауреатом Х Всероссийского интернет-конкурса «Золотой сайт» в двух номинациях: «Семья, дом, быт, красота, здоровье» и «Дизайн тематического сайта».
Портал рассчитан на молодых мам, беременных и планирующих рождение ребёнка. Отличается детальной персонификацией, для которой пользователю при регистрации предлагается заполнение детальной анкеты, сведения из которой используются в разных службах сайта. Сайт предоставляет информацию о медицинских и детских учреждениях, консультации специалистов и другие сервисы.
Основателями сервиса называют Германа Янгичера и Станислава Богатюка. 
В 2019 году компанию “ООО бэбисфера”, развивающую Baby.ru, возглавила Ирина Аксененко, расширив контентную, экспертную, коммерческую и технологическую составляющие организации.
- Baby.ru из социальной сети начал преобразовываться в социальный сервис для родителей с экспертными материалами по разнообразным тематикам, связанными со сферой материнства, детства и родительства. Каждый материал, опубликованный на сайте, уникален и готовится только для аудитории Baby.ru. Контент создают и проверяют эксперты. В экспертную команду входят врачи всех специальностей, консультанты по грудному вскармливанию, логопеды, воспитатели, педагоги, диетологи, психологи, фитнес-тренеры, практикующие юристы и другие специалисты[10].
- Диджитал-агентство BabyBrandLab, организованное в рамках Baby.ru, позволяет проводить любые маркетинговые коммуникации с аудиторным сегментом родителей с помощью внутренних уникальных технических разработок и рекомендательных систем[11].
- С 2023 года под эгидой Baby.ru проходит Премия «Родители выбирают». В 14 номинациях родители голосуют за компании, продуктами или услугами которых они пользуются. Компании, получившие наибольшее число голосов, становятся лауреатами премии[12].

С 2021 года единственный владелец компании – АО Альтаир Медиа.
Издатель Baby.ru – Ирина Аксененко, технический директор – Артем Иванов.